# Grand Prix Neapolu

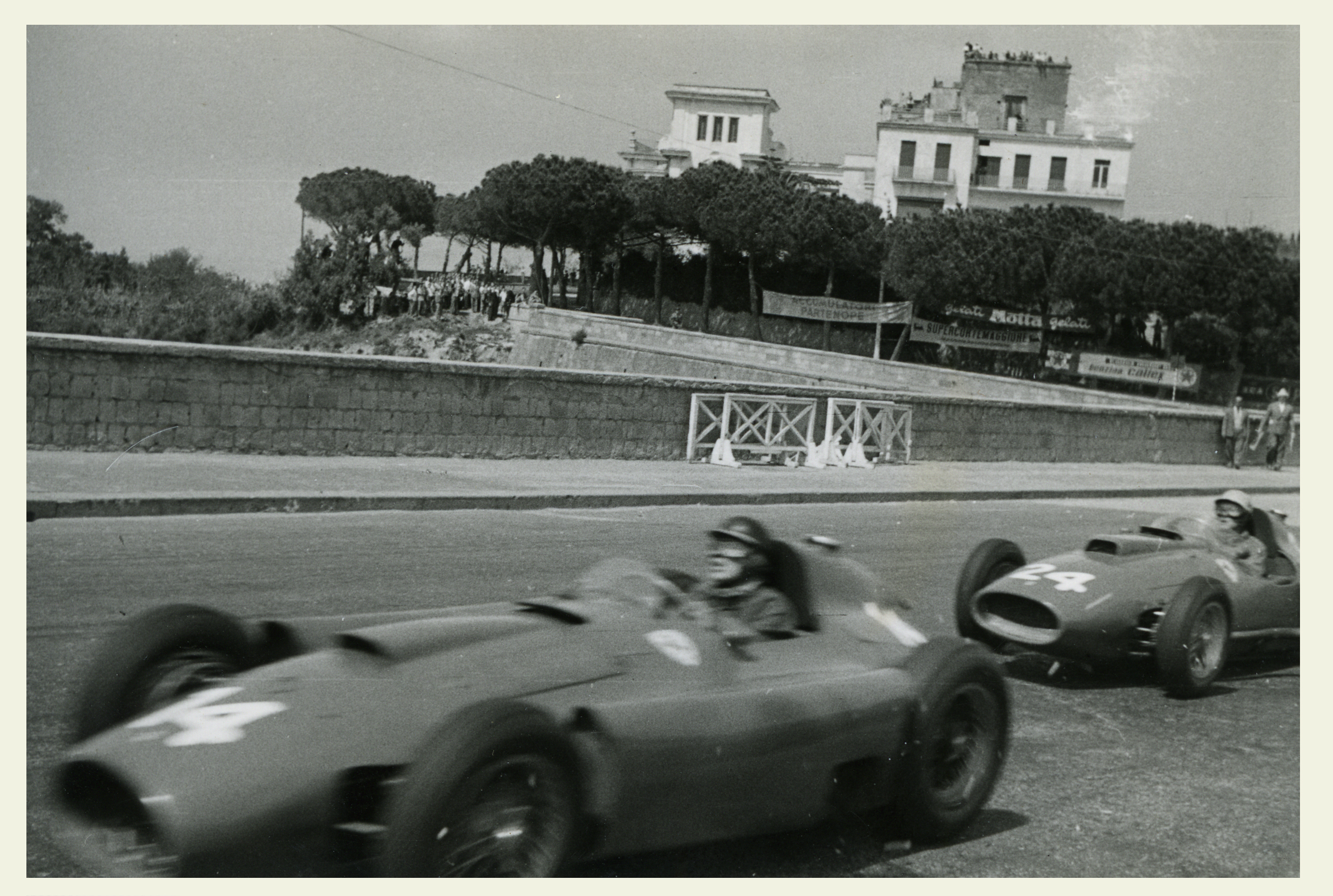

Grand Prix Neapolu, oficj. Grand Prix of Naplesa – wyścig samochodowy, odbywający się w latach 1933-1934, 1937-1939 i 1948-1962 w Posillipo, na obrzeżach Neapolu.

## Zwycięzcy
| Rok         | Zwycięzcy                           | Samochód                 | Nazwa wyścigu                    | Wyniki         |
| ----------- | ----------------------------------- | ------------------------ | -------------------------------- | -------------- |
| 1933        | Franco Comotti                      | Alfa Romeo 8C 2600 Monza | I Coppa Principesa di Piemonte   | Wyniki         |
| 1934        | Tazio Nuvolari                      | Maserati 6C              | II Coppa Principesa di Piemonte  | Wyniki         |
| 1935 - 1936 | Nie rozgrywano                      | Nie rozgrywano           | Nie rozgrywano                   | Nie rozgrywano |
| 1937        | Giuseppe Farina Carlo Felice Trossi | Alfa Romeo 12C           | III Coppa Principesa di Piemonte | Wyniki         |
| 1938        | Aldo Marazza                        | Maserati 4CS             | IV Coppa Principesa di Piemonte  | Wyniki         |
| 1939        | John Peter Wakefield                | Maserati 6CL             | V Coppa Principesa di Piemonte   | Wyniki         |
| 1940 - 1947 | Nie rozgrywano                      | Nie rozgrywano           | Nie rozgrywano                   | Nie rozgrywano |
| 1948        | Luigi Villoresi                     | Osca MT4                 | I Gran Premio di Napoli          | Wyniki         |
| 1949        | Roberto Vallone                     | Ferrari 166C             | II Gran Premio di Napoli         | Wyniki         |
| 1950        | Franco Cortese                      | Ferrari 166 F2           | III Gran Premio di Napoli        | Wyniki         |
| 1951        | Alberto Ascari                      | Ferrari 166 F2           | IV Gran Premio di Napoli         | Wyniki         |
| 1952        | Giuseppe Farina                     | Ferrari 500 F2           | V Gran Premio di Napoli          | Wyniki         |
| 1953        | Giuseppe Farina                     | Ferrari 500 F2           | VI Gran Premio di Napoli         | Wyniki         |
| 1954        | Luigi Musso                         | Maserati A6 GCS          | VII Gran Premio di Napoli        | Wyniki         |
| 1955        | Alberto Ascari                      | Lancia D50               | VIII Gran Premio di Napoli       | Wyniki         |
| 1956        | Robert Manzon                       | Gordini T16              | IX Gran Premio di Napoli         | Wyniki         |
| 1957        | Peter Collins                       | Lancia-Ferrari D50       | X Gran Premio di Napoli          | Wyniki         |
| 1958        | Joakim Bonnier                      | Maserati 200S            | XI Gran Premio di Napoli         | Wyniki         |
| 1959        | Tony Settember                      | WRE Maserati             | XII Gran Premio di Napoli        | Wyniki         |
| 1960        | Menato Boffa                        | WRE Maserati             | XIII Gran Premio di Napoli       | Wyniki         |
| 1961        | Giancarlo Baghetti                  | Ferrari 156              | XIV Gran Premio di Napoli        | Wyniki         |
| 1962        | Willy Mairesse                      | Ferrari 156              | XV Gran Premio di Napoli         | Wyniki         |